# Helnæs Kirke
Helnæs Kirke er den eneste kirke på halvøen Helnæs på Sydvestfyn, den ligger i Helnæs By cirka 14 kilometer nordvest for Faaborg i Region Syddanmark.
- Helnæs Kirke set fra øst.
- Helnæs Kirke set fra sydøst.
- Helnæs Kirkes tårn set fra syd.

- Helnæs Kirkes tårn set fra sydvest.
- Helnæs Kirkes tårn set fra nord.

## Eksterne kilder og henvisninger
- Helnæs Kirke hos KortTilKirken.dk